# مکس دکوژی
 مکس دکوژی (فرانسوی: Max Decugis‎؛ زاده ۲۴ سپتامبر ۱۸۸۲ درگذشته ۶ سپتامبر ۱۹۷۸) یک تنیس‌باز اهل فرانسه بود.